# Bunki
Bunki (japanska: 文亀?, bunki), 29 februari 1501–30 februari 1504 var en kort period i den japanska tideräkningen under kejsare Go-Kashiwabaras regering. Shogun var Ashikaga Yoshizumi.
Perioden inleddes för att fira kejsarens trontillträde, och förlades samtidigt till det 58:e året i den kinesiska kalenderns 60-årscykel, som ansågs särskilt lämpat för förändringar.
Namnet på perioden är hämtat från ett citat ur det kinsesiska uppslagsverket Erya (300-talet f.Kr.), det äldsta kända uppslagsverket i Ostasien.
År Bunki 1' (1501) skickas förre shogunen Ashikaga Yoshitane (tidigare Yoshimura) i exil. Han skapar sig en egen maktbas i Surugaprovinsen i västra Japan. Senare återupprättas han och tjänar en andra period som shogun.

## Fotnoter
1. ↑  Uppslagsverket Daijirin (大辞林), elektronisk utgåva, Sanseido 2006. Datum enligt den japanska månkalendern som inte helt överensstämmer med den västerländska.
2. ↑  Citatet lyder på klassisk kinesiska: 十朋之亀者、一曰神亀、（中略）、五曰文亀.